# Gibbaranea tenerifensis
Gibbaranea tenerifensis är en spindelart som beskrevs av Jörg Wunderlich 1992. Gibbaranea tenerifensis ingår i släktet Gibbaranea och familjen hjulspindlar.
Artens utbredningsområde är Kanarieöarna. Inga underarter finns listade i Catalogue of Life.